# إسحاق جون
إسحاق جون (بالإنجليزية: Isaac John)‏ هو لاعب دوري الرغبي نيوزيلندي، ولد في 12 ديسمبر 1988 في Tokoroa ‏ في نيوزيلندا.